# Cazalegas (kommunhuvudort)
Cazalegas är en kommunhuvudort i Spanien.   Den ligger i provinsen Toledo och regionen Kastilien-La Mancha, i den centrala delen av landet, 90 km sydväst om huvudstaden Madrid. Cazalegas ligger 443 meter över havet och antalet invånare är 1 458.
Terrängen runt Cazalegas är platt.Runt Cazalegas är det ganska glesbefolkat, med 23 invånare per kvadratkilometer. Närmaste större samhälle är Talavera de la Reina, 14,1 km väster om Cazalegas. Trakten runt Cazalegas består till största delen av jordbruksmark.